# Silba rotherayi
Silba rotherayi är en tvåvingeart som beskrevs av Macgowan 2005. Silba rotherayi ingår i släktet Silba och familjen stjärtflugor. Inga underarter finns listade i Catalogue of Life.